# أخيل
أخِيْل أو أخِيلِيس أو أخِيلْيُوس (بالإغريقية: Ἀχιλλεύς) أحد الأبطال الأسطوريين في أساطير الإغريق. هو ابن بيليوس ملك فثيا من حورية البحر ثيتس حفيدة التيتانية تيثيس ابنة أورانوس وغايا. كان له دور كبير في حرب طروادة التي دارت أحداثها بين الإغريق وأهل طرواده. وهو البطل المركزي في إلياذة هوميروس.

## الأسطورة
حسب الأسطورة، فإن أخيل هو الابن الوحيد لثيتس، وهي امرأة عشقت الإله الأعظم زيوس في العصور القديمة. قامت ثيتس بغمر ابنها في مياه نهر ستيكس، الذي كان يعتقد أنه سيجعله يصبح خالدًا، لكنه تمت الإشارة إلى عدم غمر كعب قدمه اليسرى، الأمر الذي تسبب في وفاته فيما بعد.
أجاممنون، ملك هيلاس، قرَّر شنَّ حرب على طروادة بسبب خطف باريس ابن ملك طروادة بريام، لزوجة منلاوس ابن ملك هيلاس. دعت الآلهة أجاممنون إلى طلب مساعدة أخيل، الذي كان معروفًا بشجاعته وفطنته العسكرية. قدم أخيل للمشاركة في الحرب، لكنه تركها بعد خلافه مع أجاممنون بشأن فتاة تدعى بريسيز.
وفي هذه الحرب، كان لأخيل صديق حميم يدعى بتروكلوس الذي حاول إقناع أخيل بالعودة للحرب، لكن أخيل رفض ذلك. بعد وفاة بتروكلوس على يد هكتور، انضم أخيل مرة أخرى للحرب وتمكن من الانتقام من هكتور. ثم أرسل الهيلانيين حصان خشبي عملاق لطروادة، والذي حمل بداخله أشجع محاربيهم، الذين تمكنوا من فتح أبواب طروادة وتدميرها.
وفي نهاية المطاف، نجح باريس، ابن ملك طروادة، في قتل أخيل بسهمه، طاله في المكان الذي لم يغمره ماء النهر، وهذا ما أدى إلى وفاته. ولكن على الرغم من مصيره المأساوي، فإن أخيل ظل يُحتفى به أحد من أكثر الأبطال شهرة في الأساطير اليونانية.

## حرب طروادة
قامت الحرب بين أهل طروادة والإغريق، وفشل اليونانيون أول الأمر في أخذ المدينة، ولما علموا بأن أخيل هو الذي سيحقق لهم النصر، حسب نبوءة أحد الكهنة، قاموا بالبحث عنه حتى وجدوه. واستطاع الداهية أوديسيوس أن يعثر على أخيل وعرض عليه الأسلحة والخيول فتحركت نفس أخيل لها، وانضم إلى جيش الإغريق.
استطاع أخيل أن يحقق انتصارات باهرة لجيش أجاممنون طوال تسع سنوات من الحرب الضروس. وبعد إحدى المعارك، وجد رجال أخيل بنت ملك طروادة بريسيس فاعطوها إلى أخيل ولكن أخيل أحبها وهي أحبته ثم وضع أجاممنون يده على برسيس بنت ملك طروادة، ورفض أن يعيدها لوالدها. احتدم الخلاف بينه وبين أخيل، فقام أخيل باعتزال الحرب، ثم بدأت الهزائم تتوالى على جيش الإغريق.
عندما رأى فطرقل هزائم قومه، حاول أن يدفع أخيل للقتال مرة أخرى، ولكن أخيل رفض ذلك، فقام فطرقل بارتداء خوذة أخيل ودرعه وذهب مع المقاتلين ظنًا منهم أنه أخيل. وفي المعركة قام هكتور ابن ملك طروادة بقتل فطرقل ظانًا أنه قتل أخيل نفسه. ولما علم أخيل بقتل اِبن عمه  صمم على الانتقام من هكتور.
استطاع أن يُلحق الهزيمة بالطرواديين وأن يقتل هكتور، واستطاع أن يقتل أجاممنون الذي كان يحول قتل بريسيس، إلا أنه وفي النهاية صوب بارس أخو هكتور سهمه نحو وتر أخيل فمزقه فسقط أرضًا، ثم تمكن بارس من أن يُجهز عليه.

## مواقع خارجية
- تاريخ الطب